# Burgstall Biburg
Der Burgstall Biburg bezeichnet eine abgegangene spätmittelalterliche Niederungsburg bei 582 m ü. NHN 120 m südöstlich der Pfarrkirche St. Mariä Himmelfahrt in Biburg, einem Gemeindeteil der Gemeinde Alling im Landkreis Fürstenfeldbruck in Bayern. Die Anlage wird als Bodendenkmal unter der Aktennummer D-1-7833-0086 als „verebneter Burgstall des hohen oder späten Mittelalters“ geführt.

## Geschichte
Die Burg wurde vermutlich von den Herren von Biburg errichtet. Um 1100  wird ein „Harbo von Piburg“ in einer Urkunde des Klosters Schäftlarn genannt.

## Beschreibung
Im 19. Jahrhundert waren angeblich noch Grabenreste und Spuren von Mauerwerk sichtbar. Im 20. Jahrhundert wurde das Burgareal komplett eingeebnet und mit Wohnhäusern überbaut. Das Areal liegt zwischen Bergstraße und Angerstraße. 800 m südwestlich des Burgstalls befindet sich eine „verebnete Viereckschanze der späten Latènezeit“, die unter der Aktennummer D-1-7833-0175 als Bodendenkmal verzeichnet ist.